# Lick It Up
Lick It Up je jedenácté studiové album rockové skupiny Kiss. V den vydání alba se členové skupiny objevili na televizní stanici MTV, aby poprvé od roku 1973 ukázali své tváře bez do té doby neodmyslitelného make-upu.Tím začala nová éra skupiny bez masek,kostýmů a výpravné show. Na tomto albu byl oficiálně představen nový kytarista skupiny Vinnie Vincent,který tak zaujal místo za dlouhou dobu nespolehlivého Ace Frehlyho. Ovšem během turné Lick It Up World Tour vznikaly neshody mezi Vincentem a ostatními členy kapely.Proto před koncem turné v březnu 1984 Vinnie Vincent odchází ze skupiny a nahrazuje ho Mark St. John.

## Seznam skladeb
| Pořadí         | Název                     | Autor                                   | Hlavní zpěvák  | Délka |
| -------------- | ------------------------- | --------------------------------------- | -------------- | ----- |
| 1.             | Exciter                   | Stanley / Vinnie Vincent                | Paul Stanley   | 4:10  |
| 2.             | Not for the Innocent      | Simmons / Vincent                       | Gene Simmons   | 4:22  |
| 3.             | Lick It Up                | Stanley / Vincent                       | Stanley        | 3:56  |
| 4.             | Young and Wasted          | Simmons / Vincent                       | Eric Carr      | 4:05  |
| 5.             | Gimme More                | Stanley / Vincent                       | Stanley        | 3:43  |
| 6.             | All Hell's Breakin' Loose | Eric Carr / Stanley / Simmons / Vincent | Stanley        | 4:34  |
| 7.             | A Million to One          | Stanley / Vincent                       | Stanley        | 4:17  |
| 8.             | Fits Like a Glove         | Simmons                                 | Simmons        | 4:04  |
| 9.             | Dance All Over Your Face  | Simmons                                 | Simmons        | 4:16  |
| 10.            | And on the 8th Day        | Simmons / Vincent                       | Simmons        | 4:02  |
| Celková délka: | Celková délka:            | Celková délka:                          | Celková délka: | 41:27 |

## Obsazení

Vinnie Vincent Maska

- Paul Stanley – rytmická kytara, zpěv
- Gene Simmons – basová kytara, zpěv
- Vinnie Vincent – sólová kytara, zpěv
- Eric Carr – bicí, zpěv

## Hosté
- Rick Derringer – kytara

## Umístění
Album
| Hitparáda(1983) | Umístění |
| --------------- | -------- |
| Austrálie       | 36       |
| Rakousko        | 13       |
| Kanada          | 46       |
| Finsko          | 7        |
| Německo         | 18       |
| Francie         | 17       |
| Nizozemsko      | 14       |
| Norsko          | 7        |
| Švédsko         | 3        |
| Švýcarsko       | 10       |
| Španělsko       | 24       |
| USA             | 24       |
| UK              | 7        |

Singly
„Lick It Up“
| Hitparáda(1991) | Umístění |
| --------------- | -------- |
| USA             | 66       |
| Kanada          | 32       |
| Francie         | 58       |
| UK              | 31       |
| Švýcarsko       | 24       |